# Вильфаньян
Вильфанья́н (фр. Villefagnan) — коммуна во Франции, находится в регионе Пуату — Шаранта. Департамент — Шаранта. Административный центр кантона Вильфаньян. Округ коммуны — Конфолан.
Код INSEE коммуны — 16409.
Коммуна расположена приблизительно в 360 км к юго-западу от Парижа, в 70 км южнее Пуатье, в 45 км к северу от Ангулема.

## Население
Население коммуны на 2008 год составляло 1038 человек.
| 1962 | 1968 | 1975 | 1982 | 1990 | 1999 | 2008 |
| ---- | ---- | ---- | ---- | ---- | ---- | ---- |
| 1065 | 1001 | 982  | 974  | 996  | 1022 | 1038 |

## Администрация
| Период | Период | Фамилия        | Партия                  | Примечания                           |
| ------ | ------ | -------------- | ----------------------- | ------------------------------------ |
| 1983   | 2010   | Эдгар Сольнье  | Социалистическая партия | член генерального совета (2006—2012) |
| 2010   | 2014   | Кристиан Прево | Социалистическая партия | член генерального совета (2012—)     |

## Экономика
В 2007 году среди 586 человек в трудоспособном возрасте (15—64 лет) 414 были экономически активными, 172 — неактивными (показатель активности — 70,6 %, в 1999 году было 64,8 %). Из 414 активных работали 370 человек (201 мужчина и 169 женщин), безработных было 44 (13 мужчин и 31 женщина). Среди 172 неактивных 45 человек были учениками или студентами, 67 — пенсионерами, 60 были неактивными по другим причинам.

## Достопримечательности
- Протестантский храм Вильфаньян (1875 год). Памятник истории с 1998 года[3]
- Приходская церковь Сен-Пьер (XII век)
- Усадьба Тур (XV—XVI века). Памятник истории с 1951 года[4]

## Фотогалерея

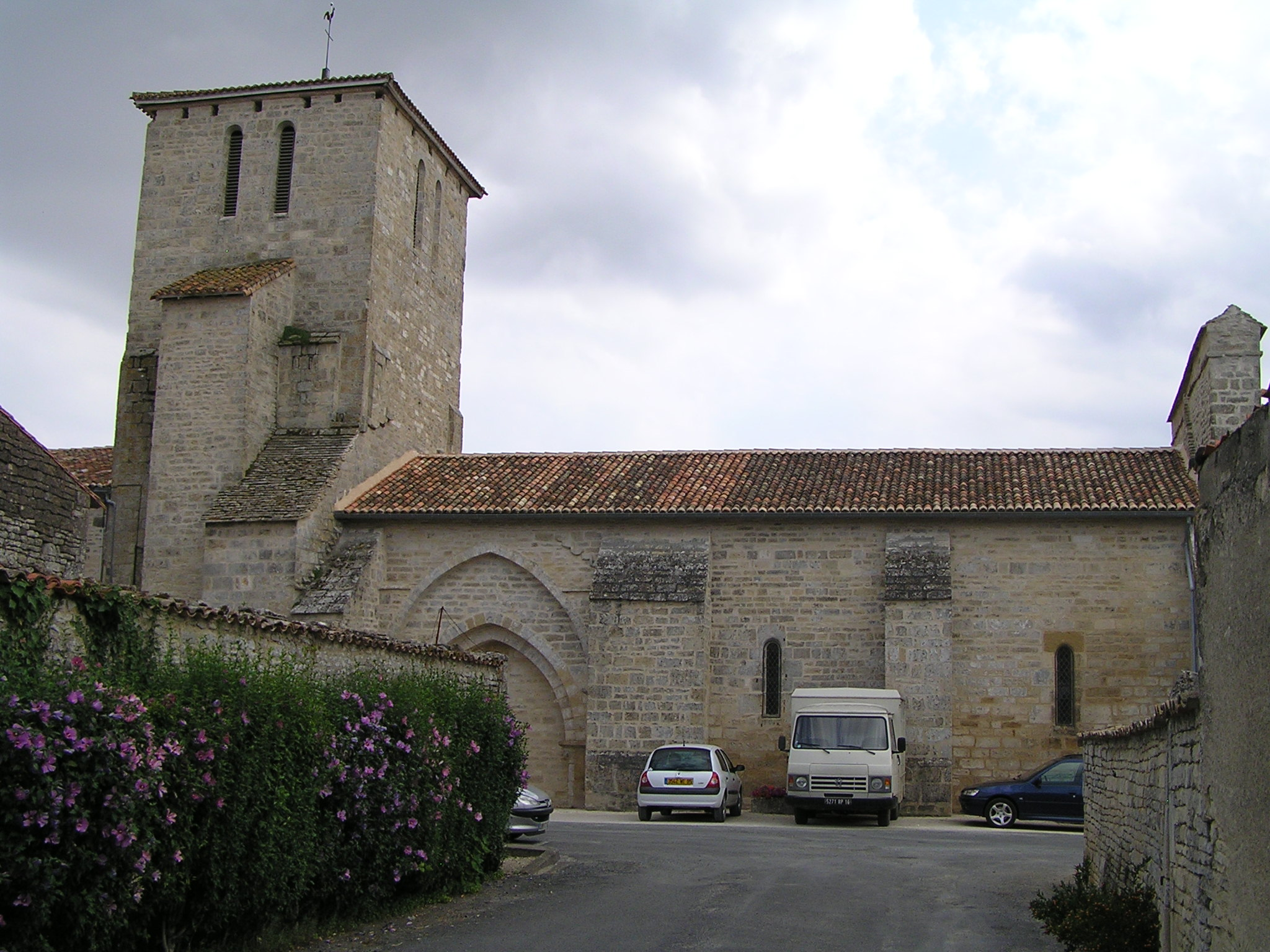
Церковь Сен-Пьер
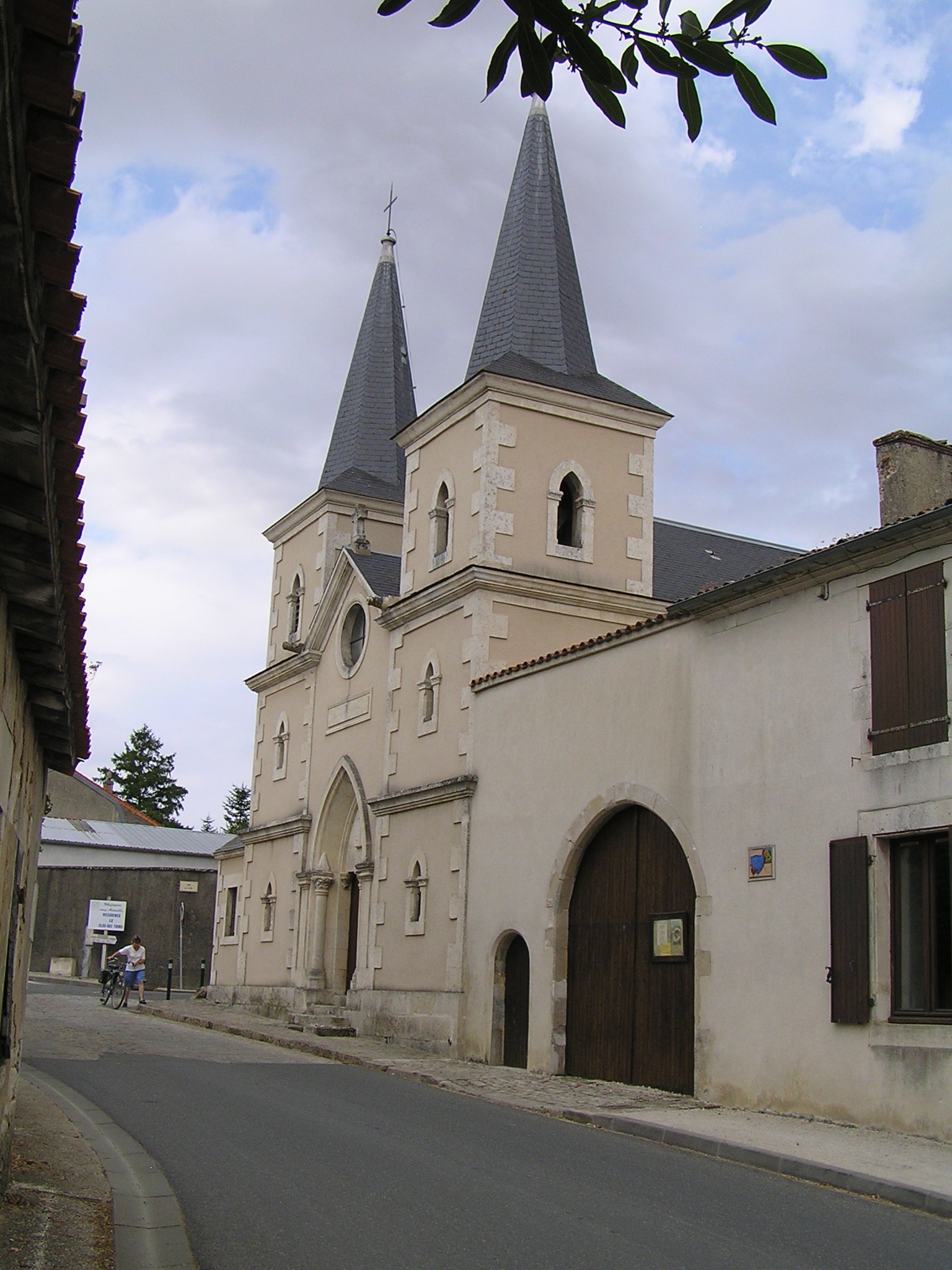
Протестантский храм
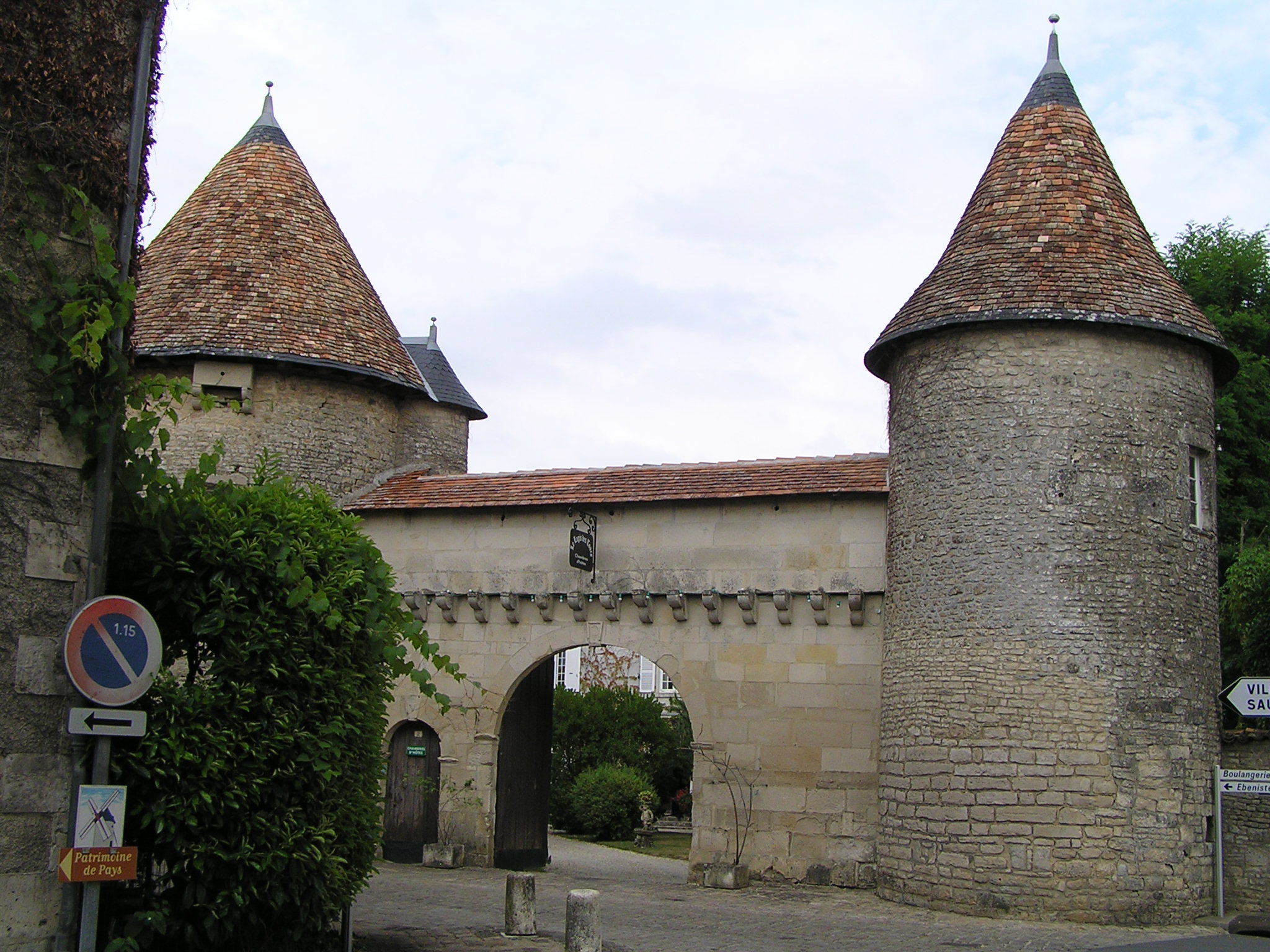
Усадьба Тур
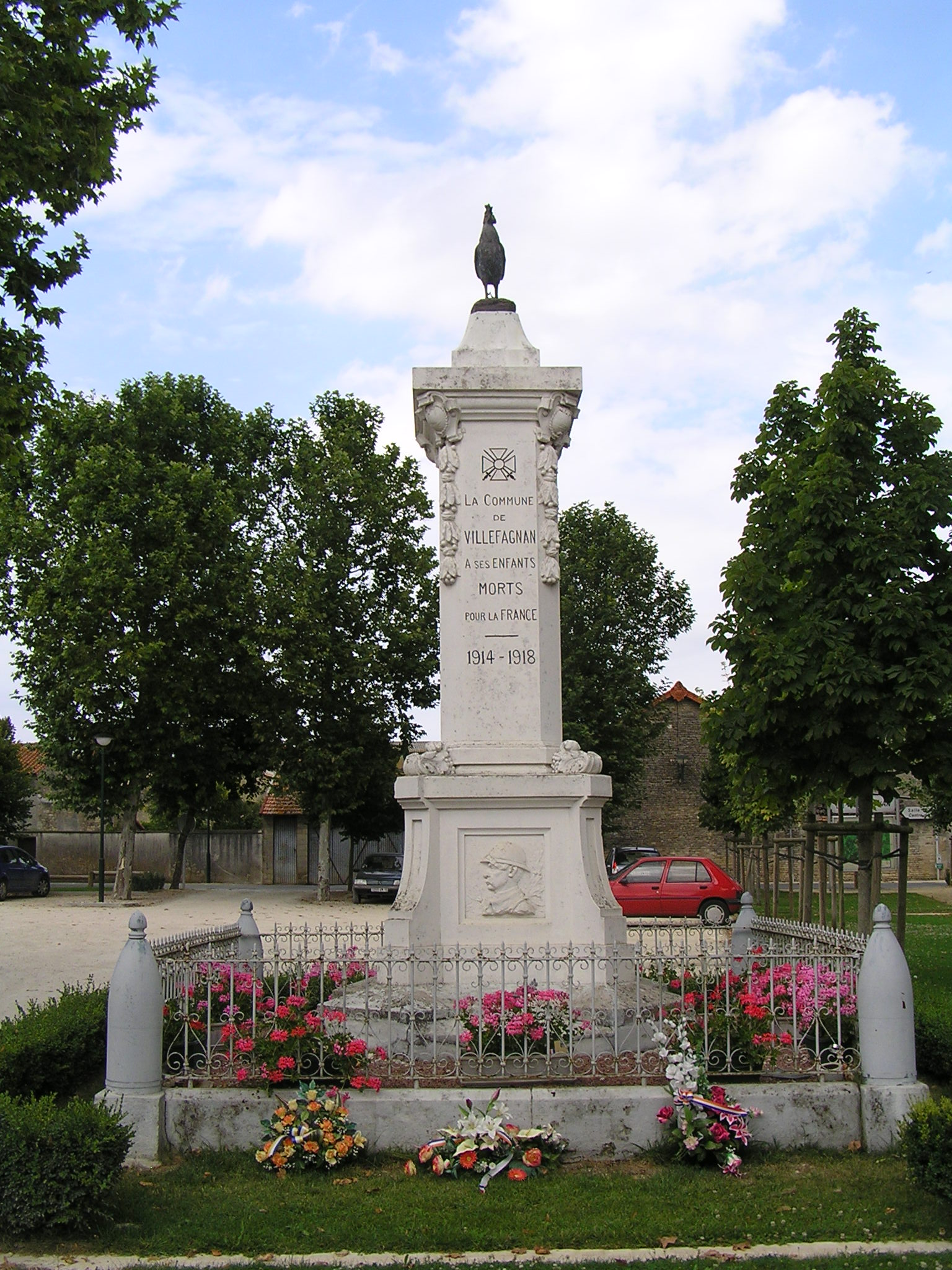
Военный мемориал